# Tapacul
Tapacul és el nom comú que s'aplica a totes les espècies de la família dels rinocríptids (Rhinocryptidae). Són una família de petits ocells de l'ordre dels passeriformes amb nombroses espècies, que habiten la zona neotropical, amb la major diversitat en les regions andines.
Són aus petites o mitjanes que fan una llargària de 10-24 cm. La major part de les espècies tenen colors apagats però les més grans poden ser més acolorides. Són aus terrestres que volen malament amb llurs curtes ales. Tenen cames fortes, ben adaptat al seu hàbitat de les praderies o matolls del bosc. La cua, habitualment curta, al solen mantenir en posició vertical.
S'alimenten d'insectes, llavors, plantes i altres materials que poden trobar a terra furgant com les gallines.
La majoria de les espècies ponen dos o tres ous blancs en un lloc cobert, ja sigui en un cau, un forat en un arbre o un niu cobert.

## Llista de gèneres
Segons la classificació del Congrés Ornitològic Internacional (versió 10.2, 2020), aquesta família conté 12 gèneres amb 60 espècies:
- Gènere Acropternis, amb una espècie: tapacul ocel·lat (Acropternis orthonyx).
- Gènere Pteroptochos, amb 3 espècies.
- Gènere Scelorchilus, amb dues espècies.
- Gènere Rhinocrypta, amb una espècie: tapacul crestat (Rhinocrypta lanceolata).
- Gènere Teledromas, amb una espècie: tapacul sorrenc (Teledromas fuscus).
- Gènere Liosceles, amb una espècie: tapacul turdí (Liosceles thoracicus).
- Gènere Psilorhamphus, amb una espècie: tapacul dels bambús (Psilorhamphus guttatus).
- Gènere Merulaxis, amb dues espècies.
- Gènere Eugralla, amb una espècie: tapacul de flancs ocres (Eugralla paradoxa).
- Gènere Myornis, amb una espècie: tapacul cendrós (Myornis senilis).
- Gènere Eleoscytalopus, amb dues espècies.
- Gènere Scytalopus, amb 44 espècies.